# Halloween 4: Návrat Michaela Myerse
Halloween 4: Návrat Michaela Myerse je v pořadí 4. díl v hororové filmové sérii Halloween. Režie se chopil Dwight H. Little v roce 1988 a snímek dostal dvě studentská ocenění.

## Děj
Před 10 lety se Michael Myers snažil zabít svou mladší sestru Laurie Strodeovou. Avšak nepovedlo se mu to. Skončil v plamenech, díky Dr. Samueli Loomisovi, který po něm pátral od chvíle, co Michael utekl z ústavu.
Nyní je Michael v kómatu a to ještě neví, že má kromě Laurie i malou neteř Jamie Lloydovou. Jednoho dne je ale Michael v kómatu převážen sanitkou do nemocnice, kde je silnější ostraha. Cestou se zmiňuje jeden z posádky v sanitce o Michaelově neteři, během čehož se Michael probere, zabije posádku celé sanitky, vybourá ji a uteče.
Začíná další peklo, jehož hlavními protagonisty jsou Michael, jeho neteř Jamie a do hry se také přidává starý dobrý psychiatr Dr. Samuel Loomis, který si je jist, že Michael po Jamie rozhodně půjde. Nezbývá tak nic jiného, než vzít Jamie pod ochranu policie a zabránit tak dalším krvavým vraždám.